# ガジェットリンク
株式会社ガジェットリンク（英: GadgetLink Co.,Ltd.）は、日本の声優事務所。日本声優事業社協議会会員。主として声優のマネージメントを行っている。

## 概要
東京俳優生活協同組合を退所した平松広和が2009年（平成21年）10月に設立した。平松は自らが好きな映画『GO!GO!ガジェット』から採って「ガジェット」を屋号として個人で手広く仕事を行っていた。平松自身、スケジュールが把握できなくなったり経理の処理が煩雑になってきたことで、友人に手伝いを頼んだところ「やるならきちんとした形で」ということでガジェットリンクの設立となった。設立した2009年に白石稔がフリーになったので声を掛けて参加してもらった。設立にあたって引き抜きなどは一切なく、白石を除いては全員オーディションを経て入れている。
附属の声優養成所として、ガジェットリンク附属声優養成所が存在する。

## 所属声優

### 男性
- 平松広和
- 小尾元政
- 久保田健介
- 菅俊哉
- 転生浩充

### 女性
- 秋山友香
- 秋吉美桜
- 天野早稀
- 石原舞
- 熊乃可菜
- 高橋和恵
- 中村崇恵
- 森谷遥

## かつて所属していた主な声優

### 男性
- 岩波裕（現所属：StudioShamanika）
- 尾上翔（現所属：マウスプロモーション）
- 霧生晃司（現所属：大沢事務所）
- 桑原基（現所属：MYSTAR(声のみ預かり)）
- 白石稔（現所属：アクセント）
- 神野祐希（引退）
- 千々和竜策（現所属：プロダクション・エース）

### 女性
- 綾瀬マリン（フリー）
- 雄賀多あや（現所属：劇団BQMAP）
- 尾崎亜梨子（引退）
- 桐村まり（現所属：futurum LLC）
- 小山さくら（Honey Rushへ移籍後引退）
- 那瀬ひとみ（現所属：スチール・ウッド・ガーデン）
- 優月和香（現所属：レオパード・スティール）
- 最上みゆう（現所属：クレール(預かり)）
- 本田愛美（フリー）